# Magazine (zespół muzyczny)
Magazine – brytyjski zespół nowofalowy założony przez Howarda Devoto z zespołu Buzzcocks. W grupie grali m.in. John McGeoch, Dave Formula, Barry Adamson. Magazine miał wraz Ultravox wpływ na powstanie nurtu new romantic.

## Historia
Zespół został utworzony w Manchesterze przez Howarda Devoto zaraz po opuszczeniu jego macierzystego zespołu Buzzcocks na początku 1977 roku. W Kwietniu 1977 Devoto, spotkał gitarzystę Johna McGeocha, ówcześnie studenta sztuki pięknej, i we dwóch rozpoczęli pisanie materiału na debiutancką płytę zespołu. Niewiele później do zespołu dołączyli – basista Barry Adamson, klawiszowiec Bob Dickinson oraz perkusista Martin Jackson. W tym składzie zespół podpisał kontrakt z Virgin Records. Bob Dickinson, który był bardziej związany z muzyką poważną, opuścił zespół wkrótce po kilku koncertach, pod koniec 1977. Na początku 1978 roku zespół wydał swój pierwszy singel Shot By Both Sides, a jako klawiszowiec dołączył Dave Formula, z którym zespół wystąpił po raz pierwszy w lutym 1978 roku promując swój singel w słynnym programie Top Of The Pops.
Następnym krokiem było wydanie albumu długogrającego zatytułowanego Real Life. Album ten, bardzo wysoko oceniony, znalazł się w zestawieniu magazynu „The Guardian” zatytułowanym „1000 albumów które musisz usłyszeć przed śmiercią”. Już w trakcie trasy koncertowej promującej ten album zespół został opuszczony przez perkusistę pod koniec lipca 1978. Szybko zastąpił go Paul Spencer, ale już w październiku pojawił się kolejny, a był nim John Doyle, który pozostał już z zespołem.
W 1979 roku pojawił się drugi album zespołu, Secondhand Daylight, bardziej eksperymentalny i z większą zawartością dźwięków syntezatorów. W tym samym roku, McGeoch, Adamson oraz Formula przyłączyli się do nowo powstałego projektu Visage, nagrywając singel Tar.
Po wydaniu drugiego albumu Devoto zdecydował się na zmianę producenta muzycznego, wybierając znaną postać jaką był Martin Hannett, który wyprodukował kolejny album zespołu jeszcze w tym samym roku. Album nosił tytuł The Correct Use of Soap, ale zaraz po jego wydaniu zespół opuścił John McGeoch, rozczarowany stylem muzycznym oraz słabą sprzedażą poprzednich płyt. McGeoch związał się z Siouxsie and the Banshees, a do Magazine przyłączył się Robin Simon, który poprzednio grał w Ultravox oraz Neo. W tym składzie zespół nagrał album live zatytułowany „Play” w czasie serii koncertów w Europie oraz Australii. Niestety już w trakcie próbnych nagrań do następnego albumu zespołu „Magic Murder And The Weather”, Simon opuścił zespół.
Kolejne raz zespół musiał szukać gitarzysty. Tym razem Devoto, poprosił o współpracę swojego kolegę ze szkoły w Bolton, Bena Mandelsona (byłego członka zespołu Amazorblades). W tym składzie nagrano Magic, Murder And The Weather, ale rozczarowany i zmęczony słabym powodzeniem zespołu, Devoto postanowił rozwiązać grupę. Na pocieszenie dla fanów, rok później wydano kompilację największych przebojów zespołu o tytule After The Fact.
Adamson kontynuował współpracę z zespołem Visage i niebawem rozpoczął granie dla The Birthday Party, Formula pozostał członkiem Visage oraz przyłączył się do zespołu Ludus. Kolejni z byłych członków zespołu też sobie poszukali nowego zajęcia, i tak: Mandelson wstąpił w szeregi The Mekons, Doyle wraz z Johnem McGeochem odnaleźli się w The Armoury Show. Natomiast sam lider, Devoto, po dwóch albumach z zespołem Luxuria oraz próbach solowej kariery, całkowicie rozczarowany, zaprzestał działalności muzycznej. Jego nazwisko pojawiło się ponownie dopiero w 2002 roku podczas współpracy z Pete Shelleyem przy produkcji albumu Buzzkunst.

## Spuścizna
Muzyka stworzona przez Magazine ma cały czas wpływ na dzisiejszych muzyków. Ich, niespotykany wcześniej, styl mający swoje korzenie w punku oraz nowej fali, umiejętnie połączył awangardę muzyczną wraz z popem. Liczne covery utworów Magazine są nagrywane oraz wykonywane na koncertach do dzisiaj. Zespół Radiohead wykonuje na koncertach utwór „Shot By Both Sides”. Były wokalista The Smiths Morrissey ma także w swoim repertuarze utwór Magazine. Jest to „A Song From Under The Floorboards” wydany jako strona B singla z 2006 roku „The Youngest Was the Most Loved”. „Floorboards” został nagrany przez My Friend The Chocolate Cake na ich debiutanckim albumie z 1994 roku. Half Man Half Biscuit wykonują na koncertach utwory Magazine. „The Light Pours Out Of Me”, z albumu Real Life, został nagrany zarówno przez Petera Murphy’ego, jak i zespół Ministry. Natomiast szwedzki zespół No Fun At All nagrał cover „Shot By Both Sides” na ich wydawnictwie „And Now For Something Completely Different”.

## Odrodzenie
W czerwcu 2008 potwierdzono, że Howard Devoto wraz z zespołem Magazine w klasycznym składzie (Devoto, Formula, Adamson oraz Doyle, bez zmarłego w 2004 roku McGeocha) wystąpią w lutym 2009 na pięciu koncertach. Jako gitarzysta ma wystąpić wraz z nimi Noko, znany ze współpracy z Devoto w zespole Luxuria.

## Dyskografia

### Albumy
- Real Life (1978)
- Secondhand Daylight (V2121, 1979)
- The Correct Use of Soap (V2156, 1980)
- Play (V2184, 1980) – album live
- Magic, Murder and the Weather (V2200, 1981)

### Single iEPki
- „Shot by Both Sides”/„My Mind Ain’t So Open” (VS200, 1978)
- „Touch and Go”/„Goldfinger” (VS207, 1978)
- „Give Me Everything”/„I Love You You Big Dummy” (VS237, 1978)
- „Rhythm of Cruelty”/„TV Baby” (VS251, 1979)
- „A Song From Under The Floorboards”/„Twenty Years Ago” (VS321, 1980)
- „Thank You (Falettinme Be Mice Elf Agin)”/„The Book” (VS328, 1980)
- „Upside Down”/„The Light Pours Out Of Me” (VS334, 1980)
- „Sweetheart Contract” EP (VS36812, 1980)
- „About The Weather” EP (VS412-12, 1981)

### Kompilacje
- After The Fact (1982) – IRS Records
- Scree (1991) – rzadkie nagrania 1978-1981
- Rays & Hail 1978-1981 (1993)
- Maybe It’s Right to Be Nervous Now (2000) – trzypłytowy box
- Where the Power Is (2000)